# Persécutions des Sérères
La persécution des Sérères est la persécution religieuse et  ethnique, millénaire, du peuple sérère du Sénégal, de la Gambie et de la Mauritanie,

## Histoire

### Par les musulmans
La persécution des Sérères est multiforme, incluant des éléments religieux et ethniques. La persécution religieuse et ethnique des Sérères remonte au XIe siècle, lorsque le roi War Jabi usurpa le trône de Tekrour (partie de l'actuel Sénégal) en 1030, et en 1035, a introduit la charia et contraint ses sujets à se soumettre à l'Islam. Avec l'aide de son fils Leb, leurs alliés Almoravides et d'autres groupes ethniques africains qui ont  embrassé l'Islam, l'armée de coalition musulmane a lancé un djihad contre le peuple Sérère de Tekrur ayant refusé d'abandonner la religion sérère en faveur de l'islam,,,. Le nombre de décès de Sérères reste inconnu, mais il a déclenché l'exode des Sérères de Tekrour au sud après leur défaite, où ils ont obtenu l'asile par les Lamanes. La persécution des sérères a continué de l'époque médiévale au XIXe siècle, entraînant la bataille de Fandane-Thiouthioune. Du XIXe au XXIe siècle, la persécution des Sérères est moins évidente, mais ils sont l'objet de mépris et de préjugés,.